# Falerts

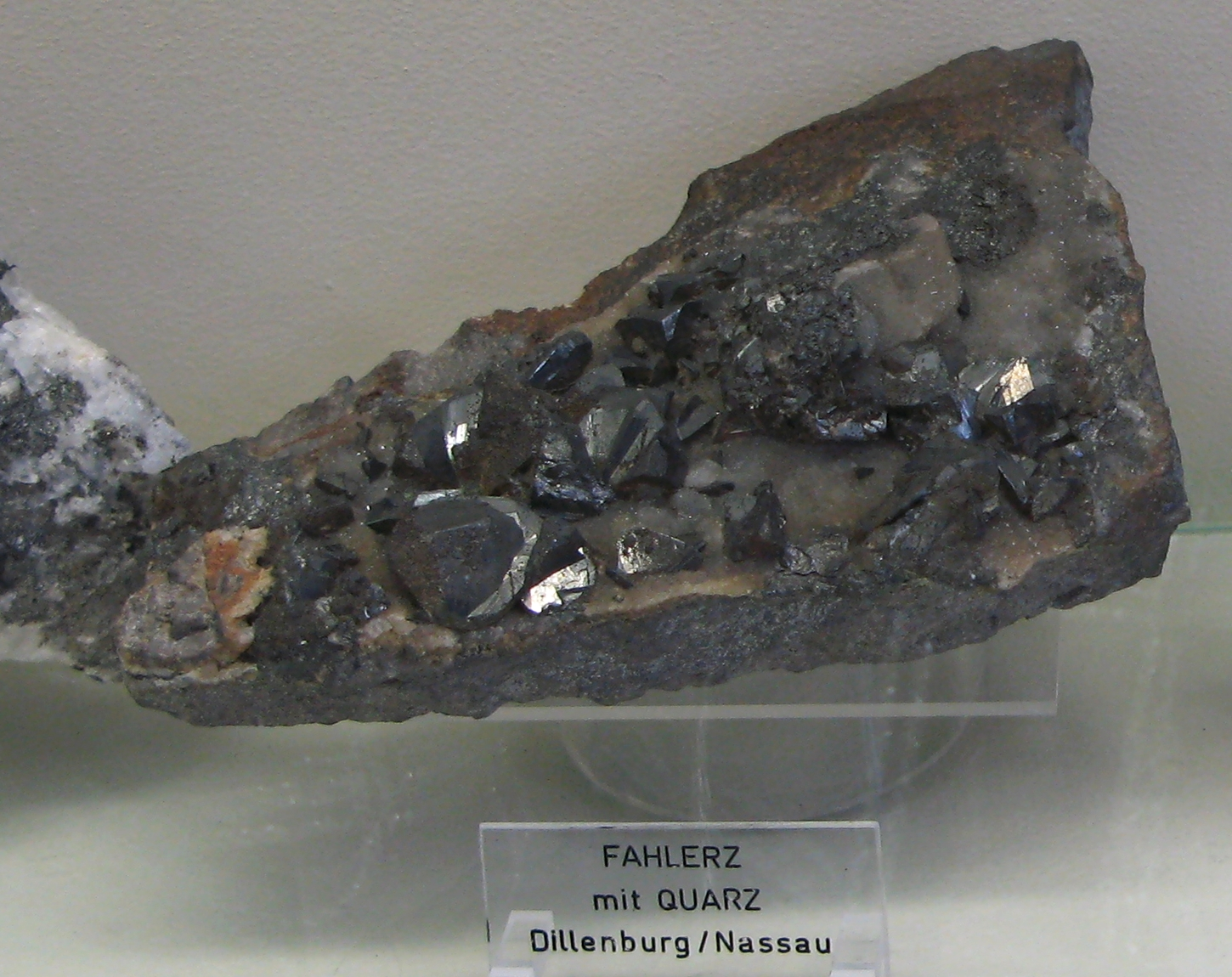
Falerts från Dillenburg, Nassau

Falerts är en grupp grå eller gråsvarta metalliska mineral, som huvudsakligen består av koppar, svavel, arsenik och antimon. Samtidigt innehåller falerts ibland järn, silver, kvicksilver och andra metaller.
Beroende på den kemiska sammansättningen kan man skilja mellan antimonfalerts (mörk falerts) och arsenikfalerts (ljus falerts). Mellan dessa ytterlighetspunkter finns ett antal varianter som innehåller båda dessa mineral.
Dessa former kan beskrivas som.
Tetrahedrit (Antimonfalerts eller mörkt) med 25-45% Cu, 0,5 till 32% Ag, 3-6% Zn, 25-30% Sb,
Tennantit (Arsenfalerts eller ljusa) med 30-53% Cu, 15-20% As,
Schwatzit (Kvicksilverfalerts eller Hermesit) med upp till 17% Hg,
Binnit (Arsenfalerts)

## Egenskaper
Falerts är spröd med grå eller svart streckfärg. Hårdheten enligt Mohs är 3 – 4 och specifik vikt 4, 5 – 5,0.

## Förekomst
Falerts förekommer ofta i gångar med andra mineral. I synnerhet förekommer den i Cornwall, Hartz, Tyrolen, Ungern, på olika platser i Frankrike och Algeriet samt i Mexiko och Kalifornien. I Skandinavien finns den i liten mängd i Falun, i Värmland och vid Modum i Norge.

## Användning
Mineralet används för utvinning av koppar samt eventuellt för utvinning av silver och kvicksilver.